# 3234-es mellékút (Magyarország)
A 3234-es számú mellékút egy bő 4,5 kilométeres hosszúságú, négy számjegyű mellékút Jász-Nagykun-Szolnok vármegye középső részén; Tiszasüly déli külterületeitől húzódik Tiszaroff központjáig, a Tiszát komppal keresztezve.

## Nyomvonala
Tiszasüly lakott területének déli szélétől pár száz méterre, de már külterületek közt indul, a 3224-es útból kiágazva, majdnem pontosan annak a 33. kilométerénél, keleti irányban. Kevéssel ezután északkeletnek veszi az irányt, majd a harmadik kilométerét elhagyva eléri a tiszai árvízvédelmi töltés vonalát, ahol annak irányát követve délkeletnek fordul. 3,5 kilométer után éri el a tiszaroffi kompátkelő jobb parti felhajtóját, a folyót komppal keresztezi, a bal parton pedig már Tiszaroff határai közt folytatódik. Szinte azonnal belterületek közé ér, ahol északnak fordulva halad tovább Aradi út néven. Utolsó szakaszán Mikszáth Kálmán nevét viseli, így is ér véget a település központjában, beletorkollva a 3216-os útba, annak a 22+300-as kilométerszelvénye közelében.
Teljes hossza, az országos közutak térképes nyilvántartását szolgáló kira.kozut.hu adatbázisa szerint 4,610 kilométer.

## Története
1934-ben a kereskedelem- és közlekedésügyi miniszter 70 846/1934. számú rendelete teljes hosszában harmadrendű főúttá nyilvánította, a Jászkisér és Kunhegyes közti 322-es főút részeként.

## Települések az út mentén
- Tiszasüly
- Tiszaroff